# M7 (baioneta)
A baioneta M7 (NSN 1095-00-017-9701) é uma baioneta que foi usada pelas Forças Armadas dos EUA para o fuzil M16, ela também pode ser usada com a carabina M4, bem como muitos outros fuzis de assalto, carabinas e espingardas de combate. Ela pode ser usada como uma faca de luta e ferramenta utilitária. Foi introduzida em 1964, quando o fuzil M16 entrou em serviço durante a Guerra do Vietnã.

## Descrição

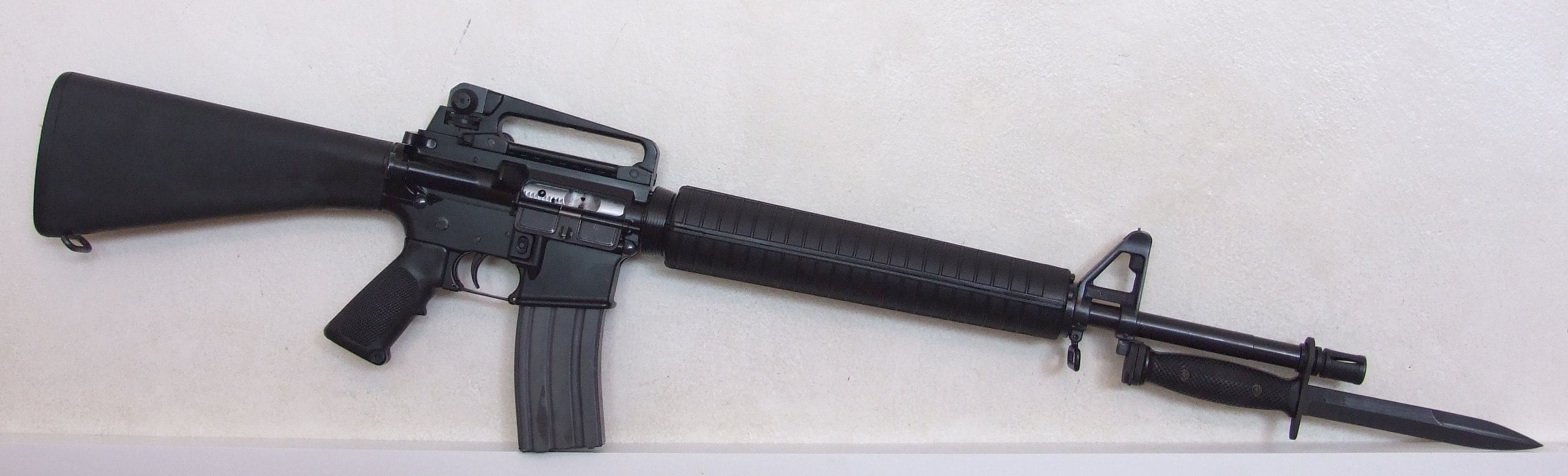
Fuzil M16A4 com baioneta M7 afixada

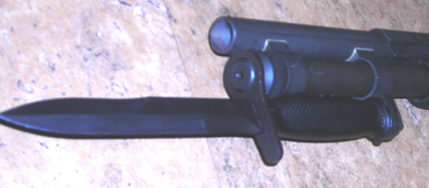
Baioneta M7 montada em uma espingarda Mossberg 590A1

A baioneta M7 é muito semelhante à baioneta M4 mais antiga com os punhos de plástico da era da Guerra da Coreia para as carabinas M1/M2, exceto que a M7 tem um anel de cano muito maior. A M7 tem o mesmo mecanismo de travamento de duas alavancas que a M4, que se conecta a um retém no cano do fuzil M16. As baionetas M4 (carabina M1/M2), M5 (fuzil M1) e M6 (fuzil M14) são todas derivadas da faca de luta M3 da Segunda Guerra Mundial.
A M7 difere da baioneta M6 para o fuzil M14. Mais notavelmente, o diâmetro dos anéis de boca e o mecanismo de travamento. O mecanismo de liberação da M7 fica no pomo, enquanto a M6 tem uma alavanca com mola perto da guarda que, quando pressionada, libera a baioneta. Ambos os modelos têm aproximadamente o mesmo comprimento, têm o mesmo acabamento preto e usam a bainha M8A1 (NSN 1095-508-0339) ou posterior M10 (NSN 1095-00-223-7164).
A lâmina de aço carbono 1095 da M7 tem 17,1 cm de comprimento, com um comprimento total de 29,8 cm. A largura da lâmina é de 0,476 cm e pesa cerca de 270 g. Uma lâmina é afiada em todo o seu comprimento, enquanto o lado oposto da lâmina tem aproximadamente 7,6 cm de afiação. Não há marcações na lâmina em si. As iniciais ou o nome do fabricante, junto com "US M7", são encontrados estampados sob a guarda cruzada (veja a foto, à direita). Os punhos antiderrapantes são de plástico preto moldado. As peças de aço têm um acabamento parkerizado uniforme cinza escuro/preto.
A baioneta M7 NSN é NSN 1095-00-017-9701. O contratante inicial foi a Bauer Ord Company. A Colt (fabricante do M16) e a Ontario Knife Company fizeram muitas das baionetas M7 para os militares e continuam a fazê-las e vendê-las comercialmente. Outros fabricantes incluem Carl Eickhorn [para Colt], Columbus Milpar & Mfg. (MIL-PAR), Conetta Mfg., Frazier Mfg., General Cutlery (GEN CUT), Ontario Knife Company e Imperial Knife. A M7 também foi fabricada no Canadá, Alemanha Ocidental, Filipinas, Cingapura, Israel, Coreia do Sul e Austrália.
A M7 foi parcialmente substituída pela baioneta M9 pelo Exército dos EUA, e o Corpo de Fuzileiros Navais dos EUA a substituiu pela baioneta OKC-3S. O Exército, a Marinha e a USAF ainda usam as M7 e podem continuar a usá-las por muitos anos.

## M8 e M8A1 Scabbard
Existem duas variações desta bainha, ambas com um corpo de fibra de vidro verde-oliva com boca de aço. A versão inicial da bainha M8 tinha apenas um passador de cinto e não tinha o gancho duplo que as bainhas de baioneta anteriores tinham para prender em equipamentos de transporte de carga, como a mochila M1910. A bainha M8A1 aprimorada, fabricada posteriormente na Segunda Guerra Mundial, tem o gancho de arame dobrado M1910. O flange da garganta da bainha é estampado "US M8" ou "US M8A1" na parte plana de aço, juntamente com as iniciais do fabricante. Algumas bainhas M8 foram posteriormente modificadas pela adição do gancho M1910. As bainhas M8A1 posteriores foram fabricadas com uma aba estendida modificada no cabide da teia para fornecer mais folga para a baioneta M5, que esfregava contra o cabo de baioneta mais largo. Esta bainha é correta para todas as baionetas dos EUA do pós-guerra, incluindo a M4, M5, M6 e M7. Também era usada com a faca de luta M3.